# Mine de Super Pit
La mine de Super Pit est une mine d'or à ciel ouvert située près de Kalgoorlie en Australie-Occidentale. Elle mesure 3,8 km de long, 2 km de large et 400 m de profondeur, en étant ainsi la grande mine d'or à ciel ouvert d'Australie. Elle est détenue à 50/50 par Saracen Mineral et Northern Star Resources. Le site emploie 550 personnes avec une production de 28 tonnes d'or par an.

## Histoire
En novembre 2019, Saracen Mineral acquiert la participation de 50 % que détient Barrick Gold dans la mine de Super Pit pour 750 millions de dollars. Le mois suivant, Northern Star Resources annonce l'acquisition de la participation de 50 % que détient Newmont Mining pour 800 millions de dollars.